# つし丸

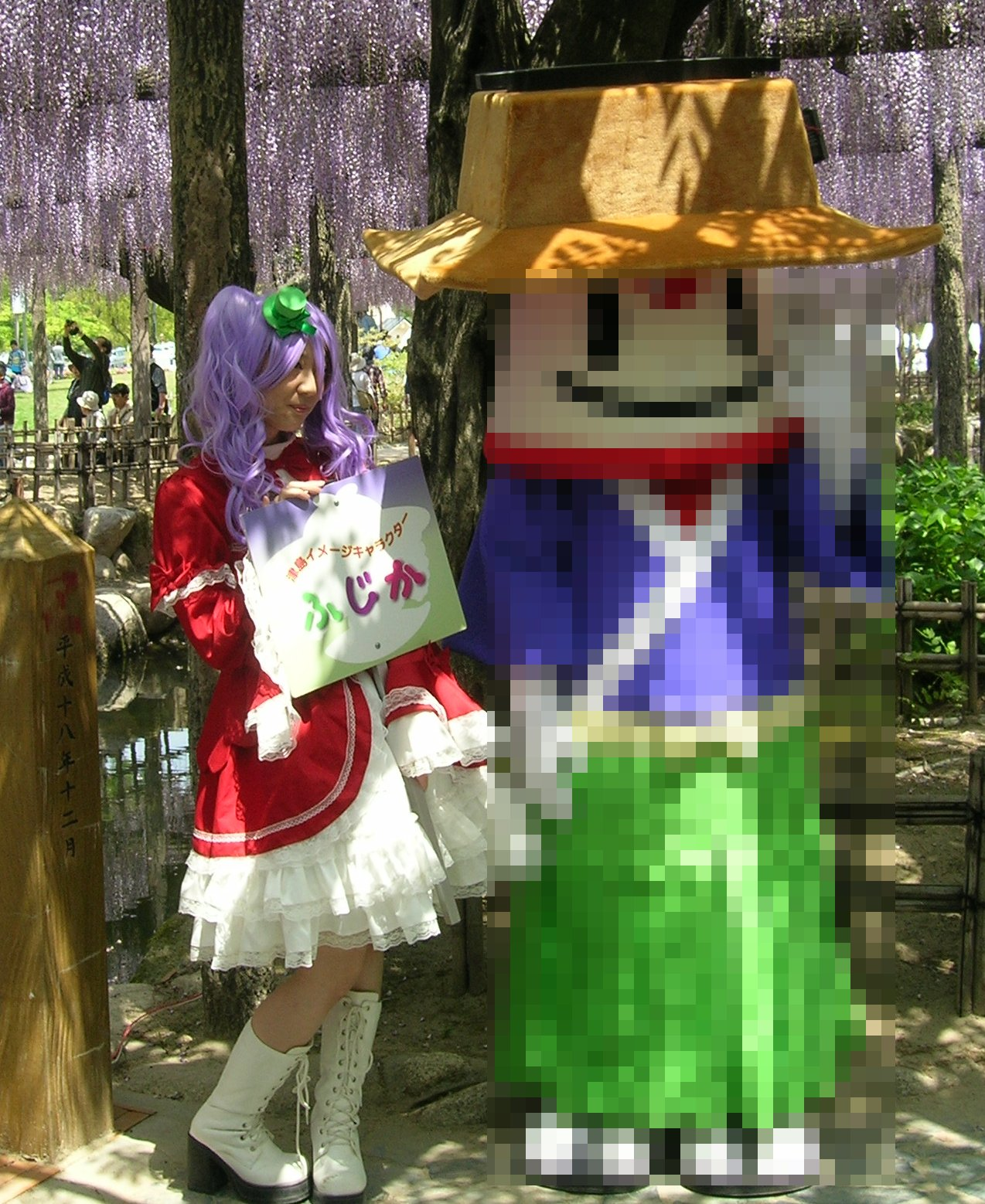
2014年の尾張津島藤まつりでの、つし丸（右側）とふじか。
つし丸は著作権対策済み。

つし丸とは、愛知県津島市のイメージキャラクター。同僚にマッキーとふじかがいる。

## 概要
2007年（平成19年）に津島商工会議所の創立45周年を記念するイメージキャラクターのデザインを募集し、応募のあった185点から3体のキャラクターが選ばれた。その3体について愛称の募集が行われ、6月7日に応募のあった405点から名前が決定された。
2008年（平成20年）11月からは津島市商店街連合会あるいは津島商工会議所に属する店舗にて、「つし丸ポイント」の運用が開始された。11月2日に岐阜県多治見市で開催された「ゆるキャラ☆町おこしサミット」には、つし丸が参加した。
2009年（平成21年）11月1日には「つし丸フェスタ」が開催された。
つし丸
津島神社の社殿をイメージしたキャラクター。
マッキー
尾張津島天王祭で使われる巻藁舟をイメージしたキャラクター。
ふじか
天王川公園の藤をイメージしたキャラクター。2014年にはコスプレによって「実写化」された。